# Topovi s Navaronea (1961.)
Topovi s Navaronea (eng. The Guns of Navarone) je ratni film J. Lee Thompsona iz 1961. s  Gregoryjem Peckom,  Davidom Nivenom i  Anthonyjem Quinnom u glavnim ulogama. Temeljen je na istoimenom romanu  škotskog pisca  Alistaira MacLeana iz 1957. Knjiga i film imaju sličnu radnju:  saveznička ekipa komandosa pokušava uništiti naizgled neosvojivu  njemačku tvrđavu koja prijeti savezničkim mornaričkim brodovima u  Egejskom moru i sprječava dvije tisuće izoliranih  britanskih vojnika od spašavanja.

## Povijest
Filmska verzija Topova s Navaronea bila je dio ciklusa visokobudžetnih pustolovina o  Drugom svjetskom ratu koji uključuje filmove Najduži dan (1962.) i Veliki bijeg (1963.). Scenarij, koji je adaptirao producent Carl Foreman, je dosta izmijenjen u odnosu na knjigu, posebno likovi. Novi lik, bojnik Franklin prvotno vodi ekspediciju; Dusty Miller, iako je u knjizi sirovi američko-poljski stručnjak za eksplozive, postaje dotjerani profesor kemije; Casey Brown,  škotski strojar i stručnjak za komunikacije postaje bradati ubojica nožem, a poručnik Stevens, stručnjak za navigaciju  grčkog podrijetla, nestaje iz ekipe. (U knjizi, Steven pada s litice dok se penju na nju, slama nogu i na kraju umire; u filmu Franklin je taj koji pada i slama nogu, ali preživljava). Lik Malloryja, izvorno  Novozelanđanin, glumi američki glumac Gregory Peck, dok se njegova nacionalnost ne spominje. Ipak, u jednom trenutku on dobacuje nešto o svojoj "angloameričkoj pristojnosti", a kasnije mu Miller kaže da "misli na Englesku i povuče okidač", čime se otkriva da je ovaj po svoj prilici Englez.
Film je uveo i romantičnu vezu te zaoštreni odnos između Malloryja i Andree, koji se radikalno razlikuje od književnog predloška.
Identitet izdajnika također je izmijenjen u filmu, a pojavljuju se i dvije žene koje se ne pojavljuju u knjizi.
Film je režirao J. Lee Thompson nakon što je prvog redatelja Alexandera Mackendricka otpustio producent Carl Foreman zbog "kreativnih nesporazuma". Film je sniman na grčkom otoku Rodosu, a Quinnu se lokacija toliko svidjela da je ondje kupio zemljište koje se još zove Zaljev Anthonyja Quinna.
Film je postigao veliki komercijalni uspjeh te je postao najuspješniji film 1961. MacLean je 1968. ujedinio Malloryja, Millera i Andreu u bestseleru Force 10 From Navarone, jedinom nastavku njegove duge spisateljske karijere. Godine 1978. je prenesen na film u bitno drukčijem obliku, a režirao ga je Guy Hamilton redatelj nekoliko filmova o Jamesu Bondu. Iako su se među glumačkom postavom našli Robert Shaw, Edward Fox i Harrison Ford, film je bio komercijalni i umjetnički neuspjeh.

## Radnja
Film počinje s pogledm iz zraka na  grčke otoke, a pripovjedač (James Robertson Justice), objašnjava pozadinu. Godina je 1943., a 2000 britanskih vojnika stjerano je u kut na otoku Kheros u Egejskom moru blizu Turske. Kraljevska mornarica ih ne može spasiti zbog teških topova smještenih na otoku Navarone. Vremena je malo jer se očekuje da će Nijemci napasti Britance, kako bi privukli Tursku u rat na strani  Sila Osovina.
Pokušaji da se topovi unište iz zraka su propali pa je na brzinu okupljena ekipa vojnika kako bi otplovila na Navarone i podigla u zrak topove dinamitom. Skupinu predvodi bojnik Franklin (Anthony Quayle), a čine je satnik Keith Mallory (Gregory Peck), Andrea Stavros (Anthony Quinn), pukovnik u poraženoj grčkoj vojsci, kaplar Miller (David Niven), stručnjak za eksplozive, grčki Amerikanac i ulični razbijač Spyros Pappadimos (James Darren) i "Butcher" Brown (Stanley Baker), strojar i stručnjak za borbu noževima.
Prerušeni u grčke mornare na trošnom brodu, oni plove preko Egejskog mora. Presreće ih njemački brod, a Nijemci se ukrcavaju na njega radi pretrage. Na Malloryjev signal, napadaju i ubijaju sve Nijemce i potapaju patrolni čamac. Nakon toga, Mallory povjerljivo saopćava Milleru da se je Stavros zakleo da će ga ubiti nakon rata jer su radi njegove nesmotrenosti ubijeni Stavrosovi žena i djeca.
Te noći iskrcavaju se na obalu praćeni velikom olujom. Brod je oštećen te gube dio svoje opreme, od čega najvažnije hranu i medicinske potrepštine. Franklin je teško ozlijeđen dok se penjao po litici. Shvaćaju da je i litica pod stražom. Miller, Franklinov prijatelj, predloži da ostave Franklina da se za njega "pobrinu" neprijatelji. Mallory, koji preuzima zapovjedništvo nad misijom, misli da će Franklin biti prisiljen otkriti njihove planove pa naređuje dvojici ljudi da nose ranjenika na nosilima.
Nakon što Franklin pokuša počiniti samoubojstvo, Mallory mu slaže da je njihova misija otkazana te da će mornarica izvršiti veliki napad na otok. Nakon napada njemačkih vojnika, skupina se razdvaja, ostavljajući Andreu otraga sa snajperom, dok ostali odlaze na sljedeće zborno mjesto. Javljaju se lokalnim članovima Pokreta otpora, Spyrosovoj sestri Mariji (Irene Papas) i njenoj prijateljici Anni (Gia Scala).
Misiju neprestano ometaju Nijemci - očito netko izdaje obavještajne podatke - dok oni prolaze preko krševitog kraja. Nakon što su pokušali naći liječnika za Franklina, bivaju zarobljeni. Uspijevaju pobjeći obukavši se u njemačke odore, ali ostavljaju Franklina po strani kako bi dobio liječničku pomoć. Franklinu ubrizgavaju "drogu istine", a on im daje pogrešne informacije, kako se Mallory i nadao. Kao rezultat svega, njemačke snage upućene su daleko od topova u smjeru navodne invazije.
Dok su se pripremali uništiti topove, Miller otkriva da je većina opreme bila sabotirana pa zaključuje da je saboter Anna. Ona se počne braniti da su je Nijemci natjerali na izdaju, ali dok se Malllory i Miller svađaju oko njezine sudbine, što se zakompliciralo s obzirom na to da je Anna noć prije zavela Malloryja, Maria je zbog izdaje ustrijeli.
Skupina se razdvaja kako bi izvršili svoje ciljeve: dok Mallory i Miller sami odlaze do topova, Stavros i Pappadimos trebaju skrenuti pozornost na sebe u gradu, dok Maria i Brown odlaze ukrasti brod za bijeg. Mallory i Miller prilaze utvrđenju s topovima; drugi izazivaju diverziju i ukradu brod za bijeg. Zaključavši glavni ulaz iza njih, Miller stavlja lažne eksplozive na topove, a glavnu napravu sakrije ispod dizala koje vodi do topova i koje će je svojim nailaskom upaliti. Nijemci konačno probijaju vrata, ali Mallory i Miller uspijevaju pobjeći skokom more. Iako Miller ne zna plivati, stižu do ukradenog broda, gdje saznaju da su Pappadimos i Brown ubijeni. Stavros je ranjen i teško pliva, ali ga Mallory izvlači iz mora.
Razarači se pojavljuju na vrijeme. Nijemci uklanjaju lažne eksplozive stavljene na topove i počinju pucati. Prvi plotun ne uspijeva dobaciti do brodova. Sljedeća promašuje vodeći brod, ali tada, taman kad su trebali zapucati ponovno, dizalo se spušta dovoljno kako bi upalilo skriveni eksploziv. Topovi i utvrđenja su uništeni u spektakularnoj eksploziji.
Stavros se rukuje s Malloryjem, naizgled odustavši od svog plana da ga ubije. Mallory i Miller odlaze na razarač, dok se Stavros, koji se zaljubio u Mariju, odlučuje vratiti na Navarone s njom.

## Glavne uloge
- Gregory Peck - Satnik Keith Mallory
- David Niven - Kaplar John Anthony Miller
- Anthony Quinn - Pukovnik Andrea Stavros
- Stanley Baker - vojnik 'Butcher' Brown
- Anthony Quayle - Bojnik Roy Franklin
- James Darren - Vojnik Spyros Pappadimos
- Irene Papas: Maria Pappadimos
- Gia Scala: Anna
- James Robertson Justice - Komodor Jensen/Pripovjedač
- Richard Harris - Zapovjednik eskadrona Howard Barnsby, Kraljevske australske zračne snage

## Nagrade

### Pobjede
- Zlatni globus za najbolji film - drama
- Zlatni globus za najbolju originalnu glazbu - Dimitri Tiomkin
- Oscar za najbolje specijalne efekte - Bill Warrington i Chris Greenham

### Nominacije
- Oscar za najbolji film
- Oscar za najboljeg redatelja - J. Lee Thompson
- Nagrada Američkog udruženja redatelja za najbolje redateljsko ostvarenje - J. Lee Thompson
- Oscar za najbolju montažu - Alan Osbiston
- Oscar za najbolji originalni glazbeni broj - Dimitri Tiomkin
- Grammy za najbolji soundtrack album - Dimitri Tiomkin
- Oscar za najbolji zvuk - John Cox
- Oscar za najbolji adaptirani scenarij - Carl Foreman

## Vanjske poveznice
- Topovi s Navaronea u internetskoj bazi filmova IMDb-a
- Recenzija filma na Alistairmaclean.de (njemački)
- Stihovi uvodne pjesme